# Geometrische Maßtheorie
Die Geometrische Maßtheorie ist das Studium geometrischer Eigenschaften durch die Maßtheorie. Sie liegt zwischen der Differentialgeometrie und der Topologie und liefert allgemeinere Ansätze als die Differentialgeometrie, da auch Flächen und Abbildungen mit Singularitäten betrachtet werden. Sie ist ein wichtiges Hilfsmittel in der Theorie der partiellen Differentialgleichungen und der Variationsrechnung.
Klassische Anwendungsprobleme sind Minimalflächen mit Singularitäten und nichtlineare partielle Differentialgleichungen mit Singularitäten.

## Geschichte
Eines der ältesten Probleme der geometrischen Maßtheorie ist der Beweis der Existenz einer Minimalfläche, wobei eine Randbedingungen vorgegeben ist. Dieses Problem nennt man Plateau-Problem.
Zu den ersten Arbeiten auf dem Gebiet der geometrischen Maßtheorie gehören die Resultate von Abram Besikowitsch.
In den 1950–1960er Jahren erschienen fundamentale Resultate von Mathematikern wie Ennio De Giorgi, Ernst Robert Reifenberg, Herbert Federer und Wendell Fleming. Der Begriff des Stroms stammt von Georges de Rham.
Als einer der Meilensteine gilt die Arbeit Normal and Integral Currents von Federer und Fleming.

## Maße
Grundlegende Begriffe sind das {\displaystyle m}-dimensionale Hausdorff-Maß {\displaystyle {\mathcal {H}}^{m}} und
das {\displaystyle m}-dimensionale sphärische Maß {\displaystyle {\mathcal {S}}^{m}}.

### Dichte eines Maßes
Sei {\displaystyle \Omega _{m}} das {\displaystyle m}-dimensionale Volumen der Einheitskugel im euklidischen Raum
{\displaystyle \Omega _{m}={\frac {2\pi ^{m/2}}{m\Gamma (m/2)}}={\frac {[\Gamma (1/2)]^{m}}{\Gamma (m/2+1)}}}.
Sei {\displaystyle \mu } ein Maß auf {\displaystyle \mathbb {R} ^{n}}, {\displaystyle p\in \mathbb {R} ^{n}} ein fixer Punkt und {\displaystyle 0\leq m<\infty }.
- Die obere {\displaystyle m}-dimensionale Dichte von {\displaystyle \mu } in {\displaystyle p} ist definiert als

{\displaystyle \Theta ^{*m}(\mu ,p)=\limsup \limits _{r\downarrow 0}{\frac {\mu \left[{\bar {B_{r}}}(p)\right]}{\Omega _{m}r^{m}}}}
- Die untere {\displaystyle m}-dimensionale Dichte von {\displaystyle \mu } in {\displaystyle p} ist definiert als

{\displaystyle \Theta _{*}^{m}(\mu ,p)=\liminf \limits _{r\downarrow 0}{\frac {\mu \left[{\bar {B_{r}}}(p)\right]}{\Omega _{m}r^{m}}}}
- Wenn {\displaystyle \Theta ^{*m}(\mu ,p)=\Theta _{*}^{m}(\mu ,p)}, dann spricht man von der {\displaystyle m}-dimensionalen Dichte von {\displaystyle \mu } in {\displaystyle p}.

{\displaystyle {\bar {B_{r}}}(p)} bezeichnet die abgeschlossene Kugel um {\displaystyle p} mit Radius {\displaystyle r}.

## Caccioppoli-Mengen

### Definition (Caccioppoli)
Sei {\displaystyle E} Lebesgue-messbare Menge in {\displaystyle \mathbb {R} ^{n}}. {\displaystyle E} ist eine Caccioppoli-Menge oder eine Menge mit (lokalem) endlichem Perimeter in {\displaystyle \mathbb {R} ^{n}} falls für jede kompakte Menge {\displaystyle K\subset \mathbb {R} ^{n}} gilt
{\displaystyle \operatorname {P} (E,K):=\sup \left\{\int _{E}\mathrm {div} \ T(x)\mathrm {d} x:T\in C_{c}^{1}(\mathbb {R} ^{n},\mathbb {R} ^{n}),\operatorname {supp} T\subset K,\sup \limits _{\mathbb {R} ^{n}}|T|\leq 1\right\}<\infty }
Die Menge ist nach Renato Caccioppoli benannt.

## Rektifizierbarkeit
Zentrale Objekte sind die rektifizierbaren Mengen, mit denen sich der approximative Tangentialraum definieren lässt.

## Ströme und Varifaltigkeiten

### Strom
Sei {\displaystyle U\subseteq \mathbb {R} ^{n}} und mit {\displaystyle {\mathcal {D}}_{m}(U)} bezeichne den topologischen Dualraum von {\displaystyle {\mathcal {D}}^{m}(U):=C_{c}^{\infty }\left(U,\wedge ^{m}\mathbb {R} ^{n}\right)}. Dann ist {\displaystyle T\in {\mathcal {D}}_{m}(U)} ein {\displaystyle m}-dimensionaler Strom auf {\displaystyle U}.

#### Erläuterungen
Ein Strom ist somit ein stetiges, lineares Funktional auf dem Raum der {\displaystyle m}-Formen auf {\displaystyle U} mit kompaktem Träger. {\displaystyle {\mathcal {D}}_{m}(U)} ist der Vektorraum aller {\displaystyle m}-Ströme auf {\displaystyle U}.
Wichtige Klassen von Strömen sind normale Ströme (Ströme mit endlicher Masse) und Integral-Ströme.

### Varifaltigkeit
Eine Varifaltigkeit ist eine unorientierte Verallgemeinerung der differenzierbaren Mannigfaltigkeit, die auch Singularitäten besitzen kann.
Sei {\displaystyle \Omega } eine offene Teilmenge von {\displaystyle \mathbb {R} ^{n}} und {\displaystyle G(r,n)} die Graßmann-Mannigfaltigkeit, wobei {\displaystyle n,r\in \mathbb {Z} } und {\displaystyle 0\leq r\leq n}. Im allgemeinsten Fall wird die Varifaltigkeit als Radonmaß auf dem kartesischen Produkt
{\displaystyle G_{r}(\Omega ):=\Omega \times G(r,n)}
definiert.

## Hilfsmittel

### Überdeckungssätze
Zentrale Sätze sind der Überdeckungssatz von Vitali und der Überdeckungssatz von Besikowitsch.

#### Überdeckungssatz von Besikowitsch
Seien {\displaystyle n\geq 1} und {\displaystyle {\mathcal {B}}} eine Familie von abgeschlossenen, nicht-degenerierten Kugeln in {\displaystyle \mathbb {R} ^{n}} und entweder sei die Menge {\displaystyle C} der Mittelpunkte der Kugeln in {\displaystyle {\mathcal {B}}} beschränkt oder {\displaystyle \sup \left\{\operatorname {diam} (B):B\in {\mathcal {B}}\right\}<\infty }. Dann existieren eine positive Konstante {\displaystyle K(n)} und Teilfamilien {\displaystyle {\mathcal {B}}_{1},\ldots ,{\mathcal {B}}_{K(n)}}, so dass
- jedes {\displaystyle {\mathcal {B}}_{i}} disjunkt und höchstens abzählbar ist und
- {\displaystyle C\subset \bigcup _{i=1}^{K(n)}\bigcup \limits _{B\in {\mathcal {B}}_{i}}B}.

### Flächen- und Koflächenformel
Sei  {\displaystyle f:\mathbb {R} ^{m}\to \mathbb {R} ^{n}} eine Lipschitz-Funktion, und mit
{\displaystyle {\mathcal {L}}^{m}} bezeichnen wir das Lebesgue-Maß und mit {\displaystyle J_{m}f} bezeichnen wir die {\displaystyle m}-dimensionale Jacobi-Determinante von {\displaystyle f}, die nachfolgend definiert wird.

#### Verallgemeinerte Jacobi-Determinante
Falls {\displaystyle m\geq n}, dann
{\displaystyle J_{n}f(a)={\sqrt {\operatorname {det} \left[Df(a)Df(a)^{\mathsf {T}}\right]}}.}
Falls {\displaystyle m\leq n}, dann
{\displaystyle J_{m}f(a)={\sqrt {\operatorname {det} \left[Df(a)^{\mathsf {T}}Df(a))\right]}}}
Falls {\displaystyle m=n}, dann
{\displaystyle J_{m}f(a)=|\operatorname {det} \left(Df(a)\right)|.}.

#### Flächenformel
Falls {\displaystyle m\leq n}, dann gilt
{\displaystyle \int _{A}J_{m}f(x)\mathrm {d} {\mathcal {L}}^{m}x=\int _{\mathbb {R} ^{n}}{\mathcal {H}}^{0}\left(A\cap f^{-1}(y)\right)\mathrm {d} {\mathcal {H}}^{m}y}
für jede Lebesgue-messbare Menge {\displaystyle A\subseteq \mathbb {R} ^{m}}.

#### Koflächenformel
Falls {\displaystyle m\geq n}, dann gilt
{\displaystyle \int _{A}J_{n}f(x)\mathrm {d} {\mathcal {L}}^{m}x=\int _{\mathbb {R} ^{n}}{\mathcal {H}}^{m-n}\left(A\cap f^{-1}(y)\right)\mathrm {d} {\mathcal {L}}^{n}y}
für jede Lebesgue-messbare Menge {\displaystyle A\subseteq \mathbb {R} ^{m}}.